# Südasienspiele/Badminton
Badminton steht bei den Südasienspielen seit der Austragung 2004 in Islamabad im Programm. Es werden fünf Einzeldisziplinen und je ein Teamwettbewerb für Frauen und Männer durchgeführt.

## Die Sieger
| Saison | Herreneinzel     | Dameneinzel      | Herrendoppel                       | Damendoppel                                     | Mixed                              | Herrenteam | Damenteam |
| ------ | ---------------- | ---------------- | ---------------------------------- | ----------------------------------------------- | ---------------------------------- | ---------- | --------- |
| 2004   | Chetan Anand     | Trupti Murgunde  | Rupesh Kumar Markose Bristow       | Aparna Balan Shruti Kurien                      | Jwala Gutta Jaseel P. Ismail       | Indien     | Indien    |
| 2006   | Chetan Anand     | Trupti Murgunde  | Sanave Thomas Rupesh Kumar         | Shruti Kurien Aparna Balan                      | Valiyaveetil Diju Jwala Gutta      | Indien     | Indien    |
| 2010   | Chetan Anand     | Sayali Gokhale   | Rupesh Kumar Sanave Thomas         | Aparna Balan Shruti Kurien                      | Valiyaveetil Diju Ashwini Ponnappa | Indien     | Indien    |
| 2016   | Srikanth Kidambi | Ruthvika Shivani | Manu Attri B. Sumeeth Reddy        | Jwala Gutta Ashwini Ponnappa                    | Pranav Chopra Siki Reddy           | Indien     | Indien    |
| 2019   | Siril Verma      | Ashmita Chaliha  | Krishna Prasad Garaga Dhruv Kapila | Thilini Pramodika Kavindi Ishandika Sirimannage | Dhruv Kapila J. Meghana            | Indien     | Indien    |
| 2025   |                  |                  |                                    |                                                 |                                    |            |           |